# Sicus indicus
Sicus indicus är en tvåvingeart som beskrevs av Krober 1940. Sicus indicus ingår i släktet Sicus och familjen stekelflugor. Inga underarter finns listade i Catalogue of Life.